# No More Color
No More Color je třetí studiové album švýcarské thrash metalové kapely Coroner. Vydáno bylo v roce 1989 na gramofonové desce, CD i audiokazetě hudebním vydavatelstvím Noise Records.

## Seznam skladeb
1. "Die by My Hand" – 3:46
2. "No Need to Be Human" – 4:31
3. "Read My Scars" – 4:32
4. "D.O.A." – 4:19
5. "Mistress of Deception" – 4:57
6. "Tunnel of Pain" – 4:30
7. "Why It Hurts" – 3:47
8. "Last Entertainment" – 4:00

Celková délka: 34:22

## Sestava
- Ronald Broder (pseudonym Ron Royce) – vokály, baskytara
- Thomas Vetterli (pseudonym Tommy T. Baron) – kytara
- Markus Edelmann (pseudonym Marquis Marky) – bicí, doprovodné vokály